# George W. Buckley
George W. Buckley é um Presidente e chefe executivo da 3M.